# Xorides aculeatus
Xorides aculeatus là một loài tò vò trong họ Ichneumonidae.